# Pallanuoto ai campionati mondiali di nuoto 2025 - Torneo femminile
Il torneo di pallanuoto femminile ai campionati mondiali di nuoto 2025 si è disputato dall'11 al 23 luglio 2025 presso l'OCBC Aquatic Centre di Singapore. Si tratta della 18ª edizione del torneo femminile.
Le squadre partecipanti sono in totale 16 rappresentando tutti i 5 continenti.

## Formula
Le 16 partecipanti sono suddivise in quattro gironi preliminari, al termine dei quali le prime tre squadre hanno accesso alla fase a eliminazione diretta. Le prime di ogni girone vengono ammesse direttamente ai quarti di finale, mentre seconde e terze si scontrano a incroci in un turno preliminare.

## Squadre partecipanti
| Torneo di qualificazione     | Date                              | Luogo     | Posti | Qualificate   |
| ---------------------------- | --------------------------------- | --------- | ----- | ------------- |
| Paese ospitante              | -                                 | -         | 1     | Singapore     |
| Olimpiadi 2024               | 27 luglio - 10 agosto 2024        | Parigi    | 3     | Spagna        |
| Olimpiadi 2024               | 27 luglio - 10 agosto 2024        | Parigi    | 3     | Australia     |
| Olimpiadi 2024               | 27 luglio - 10 agosto 2024        | Parigi    | 3     | Paesi Bassi   |
| FINA World Cup 2025          | 14 dicembre 2024 - 20 aprile 2025 | Chengdu   | 3     | Grecia        |
| FINA World Cup 2025          | 14 dicembre 2024 - 20 aprile 2025 | Chengdu   | 3     | Ungheria      |
| FINA World Cup 2025          | 14 dicembre 2024 - 20 aprile 2025 | Chengdu   | 3     | Italia        |
| Campionato asiatico 2025     | 25 febbraio - 2 marzo 2025        | Zhaoqing  | 2     | Cina          |
| Campionato asiatico 2025     | 25 febbraio - 2 marzo 2025        | Zhaoqing  | 2     | Giappone      |
| Campionato panamericano 2024 | 20-25 novembre 2024               | Ibagué    | 2     | Argentina     |
| Campionato panamericano 2024 | 20-25 novembre 2024               | Ibagué    | 2     | Stati Uniti   |
| Campionato europeo 2024      | 5-13 gennaio 2024                 | Eindhoven | 3     | Croazia       |
| Campionato europeo 2024      | 5-13 gennaio 2024                 | Eindhoven | 3     | Francia       |
| Campionato europeo 2024      | 5-13 gennaio 2024                 | Eindhoven | 3     | Gran Bretagna |
| Selezione africana           | -                                 | -         | 1     | Sudafrica     |
| Selezione oceanica           | -                                 | -         | 1     | Nuova Zelanda |
| Totale                       |                                   |           | 16    |               |

## Sorteggio
Il sorteggio per definire i gironi si è svolto alle 17:00 del 7 maggio 2025 nel quartier generale della World Aquatics a Budapest. Il sorteggio è stato presentato dal cronista sportivo Edit Szalay, mentre coloro che hanno svolto il sorteggio sono stati i pallanuotisti Filip Filipovic e Laura Ester insieme al presidente della World Aquatics Husain Al-Musallam e l'olimpionico singaporiano Mark Chay. Sono state sorteggiate nell'ordine le fasce 4, 3, 2 e 1, con ogni squadra selezionata inserita nel primo gruppo libero in ordine alfabetico. In seguito sono state sorteggiate anche per definire il seed per il turno preliminare, fondamentale per il calendario. Il sorteggio è stato totalmente libero da vincoli di ogni tipo.

### Seeding
Il seeding delle squadre è stato annunciato il 6 maggio 2025, il giorno prima del sorteggio.
| Fascia 1                            | Fascia 2                            | Fascia 3                                      | Fascia 4                          |
| ----------------------------------- | ----------------------------------- | --------------------------------------------- | --------------------------------- |
| Spagna Australia Paesi Bassi Grecia | Ungheria Italia Francia Stati Uniti | Gran Bretagna Croazia Nuova Zelanda Argentina | Giappone Cina Sudafrica Singapore |

### Gruppi
| Gruppo A | Gruppo A      | Gruppo B | Gruppo B    | Gruppo C | Gruppo C | Gruppo D | Gruppo D      |
| N        | Squadra       | N        | Squadra     | N        | Squadra  | N        | Squadra       |
| -------- | ------------- | -------- | ----------- | -------- | -------- | -------- | ------------- |
| A1       | Australia     | B1       | Cina        | C1       | Croazia  | D1       | Gran Bretagna |
| A2       | Italia        | B2       | Argentina   | C2       | Grecia   | D2       | Sudafrica     |
| A3       | Singapore     | B3       | Stati Uniti | C3       | Giappone | D3       | Francia       |
| A4       | Nuova Zelanda | B4       | Paesi Bassi | C4       | Ungheria | D4       | Spagna        |

## Calendario
| P | Turno preliminare | ⅛ | Ottavi | ¼ | Quarti | ½ | Semifinali | F | Finali |

| Torneo   | Luglio 2025 | Luglio 2025 | Luglio 2025 | Luglio 2025 | Luglio 2025 | Luglio 2025 | Luglio 2025 | Luglio 2025 | Luglio 2025 | Luglio 2025 | Luglio 2025 | Luglio 2025 | Luglio 2025 |        |
| Torneo   | Ven 11      | Sab 12      | Dom 13      | Lun 14      | Mar 15      | Mer 16      | Gio 17      | Ven 18      | Sab 19      | Dom 20      | Lun 21      | Mar 22      | Mer 23      | Gio 24 |
| -------- | ----------- | ----------- | ----------- | ----------- | ----------- | ----------- | ----------- | ----------- | ----------- | ----------- | ----------- | ----------- | ----------- | ------ |
| Maschile | P           |             | P           |             | P           |             | ⅛           |             | ¼           |             | ½           |             | F           |        |

## Turno preliminare

### Gruppo A
| Pos. | Squadra       | Pt | G | V | N | P | GF | GS | DR  |
| ---- | ------------- | -- | - | - | - | - | -- | -- | --- |
| 1.   | Australia     | 9  | 3 | 3 | 0 | 0 | 68 | 23 | +45 |
| 2.   | Italia        | 6  | 3 | 2 | 0 | 1 | 61 | 33 | +28 |
| 3.   | Nuova Zelanda | 3  | 3 | 1 | 0 | 2 | 37 | 36 | +1  |
| 4.   | Singapore     | 0  | 3 | 0 | 0 | 3 | 14 | 88 | -74 |

| Data      | Ora   | Gara          | Gara  | Gara          |
| --------- | ----- | ------------- | ----- | ------------- |
| 11 luglio | 17:35 | Italia        | 14-9  | Nuova Zelanda |
| 11 luglio | 19:10 | Singapore     | 2-34  | Australia     |
| 13 luglio | 17:35 | Australia     | 19-15 | Italia        |
| 13 luglio | 19:10 | Nuova Zelanda | 22-7  | Singapore     |
| 15 luglio | 17:35 | Australia     | 15-6  | Nuova Zelanda |
| 15 luglio | 19:10 | Italia        | 32-5  | Singapore     |

### Gruppo B
| Pos. | Squadra     | Pt | G | V | N | P | GF | GS | DR  |
| ---- | ----------- | -- | - | - | - | - | -- | -- | --- |
| 1.   | Stati Uniti | 9  | 3 | 3 | 0 | 0 | 52 | 19 | +33 |
| 2.   | Paesi Bassi | 6  | 3 | 2 | 0 | 1 | 47 | 24 | +23 |
| 3.   | Cina        | 3  | 3 | 1 | 0 | 2 | 43 | 37 | +6  |
| 4.   | Argentina   | 0  | 3 | 0 | 0 | 3 | 18 | 80 | -62 |

| Data      | Ora   | Gara        | Gara | Gara        |
| --------- | ----- | ----------- | ---- | ----------- |
| 11 luglio | 10:35 | Argentina   | 6-25 | Paesi Bassi |
| 11 luglio | 12:10 | Stati Uniti | 15-7 | Cina        |
| 13 luglio | 09:00 | Cina        | 29-9 | Argentina   |
| 13 luglio | 20:45 | Paesi Bassi | 9-11 | Stati Uniti |
| 15 luglio | 09:00 | Argentina   | 3-26 | Stati Uniti |
| 15 luglio | 16:00 | Cina        | 7-13 | Paesi Bassi |

### Gruppo C
| Pos. | Squadra  | Pt | G | V | N | P | GF | GS | DR  |
| ---- | -------- | -- | - | - | - | - | -- | -- | --- |
| 1.   | Ungheria | 9  | 3 | 3 | 0 | 0 | 65 | 28 | +37 |
| 2.   | Grecia   | 6  | 3 | 2 | 0 | 1 | 65 | 32 | +33 |
| 3.   | Giappone | 3  | 3 | 1 | 0 | 2 | 53 | 70 | -17 |
| 4.   | Croazia  | 0  | 3 | 0 | 0 | 3 | 25 | 78 | -53 |

| Data      | Ora   | Gara     | Gara  | Gara     |
| --------- | ----- | -------- | ----- | -------- |
| 11 luglio | 16:00 | Giappone | 25-12 | Croazia  |
| 11 luglio | 20:45 | Grecia   | 9-10  | Ungheria |
| 13 luglio | 10:35 | Ungheria | 33-13 | Giappone |
| 13 luglio | 13:45 | Croazia  | 7-31  | Grecia   |
| 15 luglio | 10:35 | Grecia   | 25-15 | Giappone |
| 15 luglio | 20:45 | Croazia  | 6-22  | Ungheria |

### Gruppo D
| Pos. | Squadra       | Pt | G | V | N | P | GF | GS | DR  |
| ---- | ------------- | -- | - | - | - | - | -- | -- | --- |
| 1.   | Spagna        | 9  | 3 | 3 | 0 | 0 | 62 | 17 | +45 |
| 2.   | Gran Bretagna | 6  | 3 | 2 | 0 | 1 | 31 | 28 | +3  |
| 3.   | Francia       | 3  | 3 | 1 | 0 | 2 | 28 | 41 | -13 |
| 4.   | Sudafrica     | 0  | 3 | 0 | 0 | 3 | 13 | 48 | -35 |

| Data      | Ora   | Gara          | Gara | Gara          |
| --------- | ----- | ------------- | ---- | ------------- |
| 11 luglio | 09:00 | Sudafrica     | 4-23 | Spagna        |
| 11 luglio | 13:45 | Francia       | 9-12 | Gran Bretagna |
| 13 luglio | 12:10 | Gran Bretagna | 12-3 | Sudafrica     |
| 13 luglio | 16:00 | Spagna        | 23-6 | Francia       |
| 15 luglio | 12:10 | Sudafrica     | 6-13 | Francia       |
| 15 luglio | 13:45 | Gran Bretagna | 7-16 | Spagna        |

## Fase finale

### Tabellone
| Play-off | Play-off      | Play-off |  |  | Quarti di finale | Quarti di finale | Quarti di finale |  |  | Semifinali | Semifinali  | Semifinali |  |             | Finale      | Finale      | Finale |
|          |               |          |  |  |                  |                  |                  |  |  |            |             |            |  |             |             |             |        |
|          |               |          |  |  |                  |                  |                  |  |  |            |             |            |  |             |             |             |        |
|          |               |          |  |  | 1A               | Australia        | 7                |  |  |            |             |            |  |             |             |             |        |
| 2C       | Grecia        | 23       |  |  |                  | Grecia           | 8                |  |  |            |             |            |  |             |             |             |        |
| 3D       | Francia       | 9        |  |  |                  |                  |                  |  |  |            | Grecia      | 14         |  |             |             |             |        |
|          |               |          |  |  |                  |                  |                  |  |  |            | Stati Uniti | 10         |  |             |             |             |        |
|          |               |          |  |  | 1B               | Stati Uniti      | 26               |  |  |            |             |            |  |             |             |             |        |
| 3C       | Giappone      | 23       |  |  |                  | Giappone         | 8                |  |  |            |             |            |  |             |             |             |        |
| 2D       | Gran Bretagna | 10       |  |  |                  |                  |                  |  |  |            |             |            |  |             |             | Grecia      | 12     |
|          |               |          |  |  |                  |                  |                  |  |  |            |             |            |  |             |             | Ungheria    | 9      |
|          |               |          |  |  | 1C               | Ungheria         | 12               |  |  |            |             |            |  |             |             |             |        |
| 2A       | Italia        | 13       |  |  |                  | Italia           | 9                |  |  |            |             |            |  |             |             |             |        |
| 3B       | Cina          | 11       |  |  |                  |                  |                  |  |  |            | Ungheria    | 15         |  |             |             |             |        |
|          |               |          |  |  |                  |                  |                  |  |  |            | Spagna      | 9          |  |             |             |             |        |
|          |               |          |  |  | 1D               | Spagna           | 11 (4)           |  |  |            |             |            |  | Terzo posto | Terzo posto | Terzo posto |        |
| 3A       | Nuova Zelanda | 9        |  |  |                  | Paesi Bassi      | 11 (2)           |  |  |            |             |            |  |             |             | Stati Uniti | 12     |
| 2B       | Paesi Bassi   | 14       |  |  |                  |                  |                  |  |  |            |             |            |  |             |             | Spagna      | 13     |

#### Play-off
| Arbitri: | McCall Cabanas |

|                     |           |                   |
| Bettini, Bianconi 3 | Marcatori | 2 Wang S., Yan S. |

| Arbitri: | Wu Moller |

|        |           |                 |
| Quin 3 | Marcatori | 5 Van de Kraats |

| Arbitri: | Barber Braga |

|          |           |            |
| Tricha 5 | Marcatori | 4 Heurtaux |

| Arbitri: | Blanchard Haigh |

|       |           |                     |
| Ura 4 | Marcatori | 2 cinque giocatrici |

#### Quarti di finale
| Arbitri: | Zhang Zwart |

|                          |           |                    |
| Andrews A., Andrews C. 2 | Marcatori | 2 Plevritou, Santa |

| Arbitri: | Ferrari Cabanas |

|           |           |               |
| Pearson 5 | Marcatori | 2 Ura, Sunabe |

| Arbitri: | McCall Boris |

|              |           |           |
| Keszthelyi 4 | Marcatori | 4 Ranalli |

| Arbitri: | Ohme Stavridis |

|         |                |         |
| Ortiz 3 | Marcatori      | 6 Rogge |
|         | Shootout 4 – 2 |         |

#### Semifinali
| Arbitri: | Boris Ohme |

|             |           |                |
| Plevritou 4 | Marcatori | 2 4 giocatrici |

| Arbitri: | Ferrari Franulovic |

|                        |           |               |
| Szilagyi, Keszthelyi 3 | Marcatori | 3 Ruiz Barril |

#### Finale 3º-4º posto
| Arbitri: | Franulovic Zwart |

|            |           |                 |
| Lineback 5 | Marcatori | 4 Espar Llaquet |

#### Finale
| Arbitri: | Ferrari Cabanas |

|                  |           |               |
| Tricha, Xenaki 3 | Marcatori | 2 Tiba, Hajdu |

### Tabellone 5º-8º posto
|  | 5º- 8º posto | 5º- 8º posto | 5º- 8º posto |             |           | 5º posto  | 5º posto | 5º posto |  |
|  |              |              |              |             |           |           |          |          |  |
|  | Australia    | Australia    | 21           |             |           |           |          |          |  |
|  | Australia    | Australia    | 21           |             |           |           |          |          |  |
|  | Giappone     | Giappone     | 17           |             |           |           |          |          |  |
|  | Giappone     | Giappone     | 17           |             | Australia | Australia | 11       |          |  |
|  |              |              |              |             | Australia | Australia | 11       |          |  |
|  |              |              | Paesi Bassi  | Paesi Bassi | 13        |           |          |          |  |
|  | Italia       | Italia       | Paesi Bassi  | Paesi Bassi | 13        | 13        |          |          |  |
|  | Italia       | Italia       |              |             |           | 13        |          |          |  |
|  | Paesi Bassi  | Paesi Bassi  | 16           |             |           | 7º posto  | 7º posto | 7º posto |  |
|  | Paesi Bassi  | Paesi Bassi  | 16           |             |           |           |          |          |  |
|  |              |              |              |             |           |           |          |          |  |
|  |              |              |              |             |           | Giappone  | Giappone | 15       |  |
|  |              |              |              |             |           | Giappone  | Giappone | 15       |  |
|  |              |              |              |             |           | Italia    | Italia   | 20       |  |

### Tabellone 9º-12º posto
|  | 9º- 12º posto | 9º- 12º posto | 9º- 12º posto |               |      | 9º posto      | 9º posto      | 9º posto  |  |
|  |               |               |               |               |      |               |               |           |  |
|  | 3B            | Cina          | 18            |               |      |               |               |           |  |
|  | 3B            | Cina          | 18            |               |      |               |               |           |  |
|  | 3D            | Francia       | 6             |               |      |               |               |           |  |
|  | 3D            | Francia       | 6             |               | Cina | Cina          | 10            |           |  |
|  |               |               |               |               | Cina | Cina          | 10            |           |  |
|  |               |               | Nuova Zelanda | Nuova Zelanda | 6    |               |               |           |  |
|  | 3A            | Nuova Zelanda | Nuova Zelanda | Nuova Zelanda | 6    | 20            |               |           |  |
|  | 3A            | Nuova Zelanda |               |               |      | 20            |               |           |  |
|  | 2D            | Gran Bretagna | 12            |               |      | 11º posto     | 11º posto     | 11º posto |  |
|  | 2D            | Gran Bretagna | 12            |               |      |               |               |           |  |
|  |               |               |               |               |      |               |               |           |  |
|  |               |               |               |               |      | Francia       | Francia       | 9         |  |
|  |               |               |               |               |      | Francia       | Francia       | 9         |  |
|  |               |               |               |               |      | Gran Bretagna | Gran Bretagna | 14        |  |

### Tabellone 13º-16º posto
|  | 13º- 16º posto | 13º- 16º posto | 13º- 16º posto |         |           | 13º posto | 13º posto | 13º posto |  |
|  |                |                |                |         |           |           |           |           |  |
|  | 4A             | Singapore      | 9              |         |           |           |           |           |  |
|  | 4A             | Singapore      | 9              |         |           |           |           |           |  |
|  | 4B             | Argentina      | 18             |         |           |           |           |           |  |
|  | 4B             | Argentina      | 18             |         | Argentina | Argentina | 12 (2)    |           |  |
|  |                |                |                |         | Argentina | Argentina | 12 (2)    |           |  |
|  |                |                | Croazia        | Croazia | 12 (4)    |           |           |           |  |
|  | 4C             | Croazia        | Croazia        | Croazia | 12 (4)    | 16        |           |           |  |
|  | 4C             | Croazia        |                |         |           | 16        |           |           |  |
|  | 4D             | Sudafrica      | 6              |         |           | 15º posto | 15º posto | 15º posto |  |
|  | 4D             | Sudafrica      | 6              |         |           |           |           |           |  |
|  |                |                |                |         |           |           |           |           |  |
|  |                |                |                |         |           | Singapore | Singapore | 4         |  |
|  |                |                |                |         |           | Singapore | Singapore | 4         |  |
|  |                |                |                |         |           | Sudafrica | Sudafrica | 8         |  |

## Classifica finale
| Pos.    | Squadra       |
| ------- | ------------- |
| Oro     | Grecia        |
| Argento | Ungheria      |
| Bronzo  | Spagna        |
| 4       | Stati Uniti   |
| 5       | Paesi Bassi   |
| 6       | Australia     |
| 7       | Italia        |
| 8       | Giappone      |
| 9       | Cina          |
| 10      | Nuova Zelanda |
| 11      | Gran Bretagna |
| 12      | Francia       |
| 13      | Croazia       |
| 14      | Argentina     |
| 15      | Sudafrica     |
| 16      | Singapore     |

## Medagliere
| Pos.   | Paese    | Oro | Argento | Bronzo | Totale |
| ------ | -------- | --- | ------- | ------ | ------ |
| 1      | Grecia   | 1   | 0       | 0      | 1      |
| 2      | Ungheria | 0   | 1       | 0      | 1      |
| 3      | Spagna   | 0   | 0       | 1      | 1      |
| Totale | Totale   | 1   | 1       | 1      | 3      |